# PL/M
PL/M ofwel Programming Language for Microcomputers is een programmeertaal ontwikkeld door MAA (het latere Digital Research). De taal werd in 1972 ontwikkeld in opdracht van Intel, voor zijn microprocessoren. 
PL/M wordt tegenwoordig niet meer door Intel ondersteund, maar er bestaan vertaalprogramma's zoals PL/M-naar-C-omzetters.
De taal bevatte elementen uit PL/I, Algol en XPL, en had een geïntegreerde macroprocessor. PL/M had geen standaard input-outputroutines zoals andere talen uit die tijd (bijvoorbeeld Pascal, C of BASIC). Het had wel voorzieningen die specifiek gericht waren op de hardware van de Intel-microprocessoren, waardoor het zeer efficiënte ondersteuning kon bieden voor een rechtstreekse benadering van iedere gewenste locatie in het geheugen, I/O-poort of de processor-interruptvlaggen.
Het CP/M-besturingssysteem werd oorspronkelijk geïmplementeerd in PL/M. Ook de firmware van de Service Processor-component van CISC AS/400 was geschreven in PL/M. Er zijn PL/M-compilers geschreven voor de volgende processoren/controllers: Intel 4004, 8008, 8080, 8051, 80196, 8086/8088, 80186/80188, 286, en 386. Sommige PL/M-compilers waren "native", wat wil zeggen dat ze draaiden op hetzelfde platform als dat waarvoor de PL/M-programma's bedoeld waren, bijvoorbeeld op CP/M-systemen of het Intel ISIS-besturingssysteem, maar er waren ook "cross compilers" die draaiden op andere platformen, zoals Microsofts DOS, en DECs VAX/VMS.